# Mirosław Schlief
Mirosław Schlief (ur. 10 stycznia 1930 w Białymstoku, zm. 10 grudnia 2011 w Warszawie) – polski siatkarz, mistrz i reprezentant Polski.

## Kariera sportowa
Był zawodnikiem sekcji siatkarskiej Gwardii Gdańsk, z którą zdobył brązowy medal mistrzostw Polski w 1954 oraz Legii (CWKS) Warszawa, z którą wywalczył dziesięć medali mistrzostw Polski, w tym mistrzostwo w 1962 i 1964, wicemistrzostwo w 1956, 1957, 1958, 1959 i 1963 oraz brązowy medal w 1955, 1960 i 1961. W sezonie 1967/1968 zastąpił na stanowisku trenera Legii chorego Macieja Łuczaka i zdobył z drużyną brązowy medal mistrzostw Polski.
W reprezentacji Polski debiutował 29 października 1954 w meczu z reprezentacją Białorusi, wystąpił m.in. na mistrzostwach Europy w 1955 (6. miejsce) i 1958 (6. miejsce) oraz mistrzostwach świata w 1960 (4. miejsce) i 1962 (6. miejsce). Ostatni raz w reprezentacji Polski wystąpił w meczu mistrzostw świata z ZSRR – 26 października 1962. Łącznie w biało-czerwonych barwach zagrał w 141 spotkaniach, w tym 120 oficjalnych.